# Cupa UEFA 1976-1977
Cupa UEFA 1976-1977 a fost a 6-a ediție a competiției de fotbal Cupa UEFA și a 19-a dacă se iau în calcul cele 13 ediții ale Cupei Orașelor Târguri (Inter-Cities Fairs Cup). Juventus a câștigat în fața echipei AEK Atena cu scorul de 4-1. Este singurul trofeu câștigat de o echipă italiană într-un turneu internațional folosind numai jucători italieni.

## Prima rundă
| Echipa #1                | Total | Echipa #2              | Tur            | Retur               |
| ------------------------ | ----- | ---------------------- | -------------- | ------------------- |
| F.C. Porto               | 4–5   | FC Schalke 04          | 2–2 (Cronică)  | 2–3 (Cronică)       |
| Fram                     | 0–8   | ŠK Slovan Bratislava   | 0–3 (Cronică)  | 0–5 (Cronică)       |
| Glentoran F.C.           | 3–5   | FC Basel               | 3–2 (Cronică)  | 0–3 (Cronică)       |
| Enosis Neon Paralimni FC | 1–11  | 1. FC Kaiserslautern   | 1–3 (Cronică)  | 0–8 (Cronică)       |
| AEK FC                   | 3–2   | FC Dinamo Moscova      | 2–0 (Cronică)  | 1–2(d.p.) (Cronică) |
| Ajax                     | 1–2   | Manchester United      | 1–0 (Cronică)  | 0–2 (Cronică)       |
| SV Austria Salzburg      | 5–2   | Adanaspor              | 5–0 (Cronică)  | 0–2 (Cronică)       |
| CF Os Belenenses         | 4–5   | FC Barcelona           | 2–2 (Cronică)  | 2–3 (Cronică)       |
| Celtic F.C.              | 2–4   | Wisła Cracovia         | 2–2 (Cronică)  | 0–2 (Cronică)       |
| Derby County F.C.        | 16–1  | Finn Harps F.C.        | 12–0 (Cronică) | 4–1 (Cronică)       |
| Dinamo București         | 1–2   | Milan                  | 0–0 (Cronică)  | 1–2 (Cronică)       |
| Eintracht Braunschweig   | 7–1   | Holbæk B&I             | 7–0 (Cronică)  | 0–1 (Cronică)       |
| RCD Español              | 4–3   | OGC Nice               | 3–1 (Cronică)  | 1–2 (Cronică)       |
| Feyenoord Rotterdam      | 4–2   | Djurgårdens IF         | 3–0 (Cronică)  | 1–2 (Cronică)       |
| Fenerbahçe SK            | 2–5   | Videoton FC Fehérvár   | 2–1 (Cronică)  | 0–4 (Cronică)       |
| Grasshopper Club Zürich  | 9–0   | Hibernians FC          | 7–0 (Cronică)  | 2–0 (Cronică)       |
| Hibernian F.C.           | 1–0   | FC Sochaux-Montbéliard | 1–0 (Cronică)  | 0–0 (Cronică)       |
| Internazionale           | 1–2   | Budapesta Honvéd       | 0–1 (Cronică)  | 1–1 (Cronică)       |
| 1. FC Köln               | 3–1   | GKS Tychy              | 2–0 (Cronică)  | 1–1 (Cronică)       |
| KuPS                     | 3–4   | Östers IF              | 3–2 (Cronică)  | 0–2 (Cronică)       |
| Magdeburg                | 4–3   | Cesena                 | 3–0 (Cronică)  | 1–3 (Cronică)       |
| Manchester City          | 1–2   | Juventus               | 1–0 (Cronică)  | 0–2 (Cronică)       |
| Næstved BK               | 0–7   | R.W.D. Molenbeek       | 0–3 (Cronică)  | 0–4 (Cronică)       |
| Queens Park Rangers F.C. | 11–0  | SK Brann               | 4–0 (Cronică)  | 7–0 (Cronică)       |
| FA Red Boys Differdange  | 1–6   | SC Lokeren             | 0–3 (Cronică)  | 1–3 (Cronică)       |
| Slavia Praga             | 2–3   | Akademik Sofia         | 2–0 (Cronică)  | 0–3(d.p.) (Cronică) |
| Șahtar Donețk            | 4–1   | Berliner FC Dynamo     | 3–0 (Cronică)  | 1–1 (Cronică)       |
| Sportul Studențesc       | 4–2   | Olympiacos             | 3–0 (Cronică)  | 1–2 (Cronică)       |
| FC Wacker Innsbruck      | 7–1   | IK Start               | 2–1 (Cronică)  | 5–0 (Cronică)       |
| ASA Târgu Mureș          | 0–4   | Dinamo Zagreb          | 0–1 (Cronică)  | 0–3 (Cronică)       |
| Újpest FC                | 1–5   | Athletic Bilbao        | 1–0 (Cronică)  | 0–5 (Cronică)       |
| PFC Lokomotiv Plovdiv    | 3–5   | Steaua Roșie Belgrad   | 2–1 (Cronică)  | 1–4 (Cronică)       |

### Tur
| Ajax     | 1–0 | Manchester United |
| -------- | --- | ----------------- |
| Krol 42' |     |                   |

| Dinamo București | 0–0 | Milan |
| ---------------- | --- | ----- |
|                  |     |       |

| Internazionale | 0–1 | Budapesta Honvéd |
| -------------- | --- | ---------------- |
|                |     | Fehérvári 32'    |

| Magdeburg                             | 3–0 | Cesena |
| ------------------------------------- | --- | ------ |
| Steinbach 26' Streich 40' (pen.), 87' |     |        |

| Manchester City | 1–0 | Juventus |
| --------------- | --- | -------- |
| Kidd 44'        |     |          |

### Retur
| Manchester United      | 2–0 | Ajax |
| ---------------------- | --- | ---- |
| Macari 42' McIlroy 65' |     |      |

Manchester United s-a calificat cu scorul general de 2–1.
| Milan                 | 2–1 | Dinamo București |
| --------------------- | --- | ---------------- |
| Calloni 26' Silva 74' |     | Sătmăreanu 8'    |

Milan s-a calificat cu scorul general de 2–1.
| Budapesta Honvéd | 1–1 | Internazionale |
| ---------------- | --- | -------------- |
| Póczik 26'       |     | Muraro 89'     |

Budapesta Honvéd s-a calificat cu scorul general de 2–1.
| Cesena                          | 3–1 | Magdeburg      |
| ------------------------------- | --- | -------------- |
| Mariani 29' Pepe 51' Macchi 73' |     | Sparwasser 69' |

Magdeburg s-a calificat cu scorul general de 4–3.
| Juventus                  | 2–0 | Manchester City |
| ------------------------- | --- | --------------- |
| Scirea 36' Boninsegna 69' |     |                 |

Juventus s-a calificat cu scorul general de 2–1.

## A doua rundă
| Echipa #1              | Total  | Echipa #2                | Tur           | Retur         |
| ---------------------- | ------ | ------------------------ | ------------- | ------------- |
| AEK FC                 | 5–2    | Derby County F.C.        | 2–0 (Cronică) | 3–2 (Cronică) |
| Akademik Sofia         | 4–5    | Milan                    | 4–3 (Cronică) | 0–2 (Cronică) |
| SV Austria Salzburg    | 2–2(a) | Steaua Roșie Belgrad     | 2–1 (Cronică) | 0–1 (Cronică) |
| FC Barcelona           | 3–2    | SC Lokeren               | 2–0 (Cronică) | 1–2 (Cronică) |
| FC Basel               | 2–4    | Athletic Bilbao          | 1–1 (Cronică) | 1–3 (Cronică) |
| Eintracht Braunschweig | 2–3    | RCD Español              | 2–1 (Cronică) | 0–2 (Cronică) |
| Hibernian F.C.         | 3–4    | Östers IF                | 2–0 (Cronică) | 1–4 (Cronică) |
| FC Wacker Innsbruck    | 1–2    | Videoton FC Fehérvár     | 1–1 (Cronică) | 0–1 (Cronică) |
| 1. FC Kaiserslautern   | 2–7    | Feyenoord Rotterdam      | 2–2 (Cronică) | 0–5 (Cronică) |
| 1. FC Köln             | 5–2    | Grasshopper Club Zürich  | 2–0 (Cronică) | 3–2 (Cronică) |
| Magdeburg              | 4–2    | Dinamo Zagreb            | 2–0 (Cronică) | 2–2 (Cronică) |
| Manchester United      | 1–3    | Juventus                 | 1–0 (Cronică) | 0–3 (Cronică) |
| Șahtar Donețk          | 6–2    | Budapesta Honvéd         | 3–0 (Cronică) | 3–2 (Cronică) |
| ŠK Slovan Bratislava   | 5–8    | Queens Park Rangers F.C. | 3–3 (Cronică) | 2–5 (Cronică) |
| Sportul Studențesc     | 0–5    | FC Schalke 04            | 0–1 (Cronică) | 0–4 (Cronică) |
| Wisła Cracovia         | 2–2(p) | R.W.D. Molenbeek         | 1–1 (Cronică) | 1–1 (Cronică) |

### Tur
| Akademik Sofia                                              | 4–3 | Milan                          |
| ----------------------------------------------------------- | --- | ------------------------------ |
| Paunov 18' Manolov 25' Dimitrov 40' (pen.) Bigon 50' (o.g.) |     | Capello 33', 80' Collovati 47' |

| Manchester United | 1–0 | Juventus |
| ----------------- | --- | -------- |
| Hill 32'          |     |          |

### Retur
| Milan                  | 2–0 | Akademik Sofia |
| ---------------------- | --- | -------------- |
| Calloni 13' Morini 29' |     |                |

Milan s-a calificat cu scorul general de 5–4.
| Juventus                       | 3–0 | Manchester United |
| ------------------------------ | --- | ----------------- |
| Boninsegna 29' 63' Benetti 85' |     |                   |

Juventus s-a calificat cu scorul general de 3–1.

## A treia rundă
| Echipa #1                | Total  | Echipa #2            | Tur           | Retur         |
| ------------------------ | ------ | -------------------- | ------------- | ------------- |
| AEK FC                   | (a)3–3 | Steaua Roșie Belgrad | 2–0 (Cronică) | 1–3 (Cronică) |
| Athletic Bilbao          | 5–4    | Milan                | 4–1 (Cronică) | 1–3 (Cronică) |
| RCD Español              | 0–3    | Feyenoord Rotterdam  | 0–1 (Cronică) | 0–2 (Cronică) |
| Juventus                 | 3–1    | Șahtar Donețk        | 3–0 (Cronică) | 0–1 (Cronică) |
| Magdeburg                | 5–1    | Videoton FC Fehérvár | 5–0 (Cronică) | 0–1 (Cronică) |
| Östers IF                | 1–8    | FC Barcelona         | 0–3 (Cronică) | 1–5 (Cronică) |
| Queens Park Rangers F.C. | (a)4–4 | 1. FC Köln           | 3–0 (Cronică) | 1–4 (Cronică) |
| R.W.D. Molenbeek         | 2–1    | FC Schalke 04        | 1–0 (Cronică) | 1–1 (Cronică) |

### Tur
| Athletic Bilbao                      | 4–1 | Milan       |
| ------------------------------------ | --- | ----------- |
| Dani 45' (pen.), 81' Carlos 48', 86' |     | Capello 25' |

| Juventus                                | 3–0 | Șahtar Donețk |
| --------------------------------------- | --- | ------------- |
| Bettega 16' Tardelli 19' Boninsegna 38' |     |               |

### Retur
| Milan                                | 3–1 | Athletic Bilbao      |
| ------------------------------------ | --- | -------------------- |
| Calloni 53', 84' (pen.) Biasiolo 60' |     | Madariaga 88' (pen.) |

Athletic Bilbao s-a calificat cu scorul general de 5–4.
| Șahtar Donețk | 1–0 | Juventus |
| ------------- | --- | -------- |
| Shevlyuk 35'  |     |          |

Juventus s-a calificat cu scorul general de 3–1.

## Sferturi
| Echipa #1                | Total  | Echipa #2        | Tur           | Retur         |
| ------------------------ | ------ | ---------------- | ------------- | ------------- |
| Athletic Bilbao          | 4–3    | FC Barcelona     | 2–1 (Cronică) | 2–2 (Cronică) |
| Feyenoord Rotterdam      | 1–2    | R.W.D. Molenbeek | 0–0 (Cronică) | 1–2 (Cronică) |
| Magdeburg                | 1–4    | Juventus         | 1–3 (Cronică) | 0–1 (Cronică) |
| Queens Park Rangers F.C. | 3–3(p) | AEK FC           | 3–0 (Cronică) | 0–3 (Cronică) |

### Tur
| Magdeburg      | 1–3 | Juventus                                 |
| -------------- | --- | ---------------------------------------- |
| Sparwasser 32' |     | Cuccureddu 2' Benetti 58' Boninsegna 61' |

### Retur
| Juventus       | 1–0 | Magdeburg |
| -------------- | --- | --------- |
| Cuccureddu 16' |     |           |

Juventus s-a calificat cu scorul general de 4–1.

## Semifinale
| Echipa #1        | Total  | Echipa #2       | Tur           | Retur         |
| ---------------- | ------ | --------------- | ------------- | ------------- |
| R.W.D. Molenbeek | 1–1(a) | AEK Atena       | 1–1 (Cronică) | 0–0 (Cronică) |
| Juventus         | 5–1    | Athletic Bilbao | 4–1 (Cronică) | 1–0 (Cronică) |

### Tur
| R.W.D. Molenbeek | 0 - 1 | AEK FC           |
| ---------------- | ----- | ---------------- |
|                  |       | Papadopoulos 31' |

### Retur
| AEK FC | 0 - 0 | R.W.D. Molenbeek |
| ------ | ----- | ---------------- |
|        |       |                  |

AEK Atena s-a calificat cu scorul general de 1 - 0.

## Finala

### Tur
| Juventus                   | 2–0     | AEK Atena |
| -------------------------- | ------- | --------- |
| Tardelli 15'Boninsegna 67' | Cronică |           |

### Retur
| AEK Atena         | 1-2     | Juventus              |
| ----------------- | ------- | --------------------- |
| Walter Wagner 25' | Cronică | Bettega 7'Bettega 44' |

AEK Atena 1-4 Juventus. Juventus a câștigat cupa cu scorul general 4-1.